# Kościno
Kościno [kɔɕˈt͡ɕinɔ] (trước đây là Köstin của Đức) là một ngôi làng thuộc khu hành chính của Gmina Dobra, thuộc Hạt cảnh sát, West Pomeranian Voivodeship, ở phía tây bắc Ba Lan, gần biên giới Đức. Nó nằm khoảng 8 kilômét (5 mi) phía nam Dobra, 18 km (11 mi) phía tây nam của Cảnh sát, và 14 km (9 mi) về phía tây của thủ đô khu vực Szczecin.
Trước năm 1945, khu vực này là một phần của Đức. Đối với lịch sử của khu vực, xem Lịch sử của Pomerania.